# جوز کالاباش
جوز کالاباش (نام علمی: Monodora myristica) نام یک گونه از تیره آنوناسه است.